# شهرستان لینکلن (نوادا)
شهرستان لینکلن یکی از شهرستان‌های ایالت ایالت نوادا در آمریکا است. جمعیت آن بر طبق آمار ۲۰۱۰ معادل ۵.۳۴۵ نفر بوده و در منطقه شرقی-جنوب‌شرقی ایالت نوادا قرار دارد. همچنین مساحت ان نیز ۲۷.۵۴۹ کیلومتر مربع است.

## پیوند
- وب‌گاه رسمی